# Partido Provincial Agrario
El Partido Provincial Agrario fue un partido político de ámbito zamorano creado durante la Segunda República española para agrupar y defender los intereses de los propietarios liberales de la provincia de Zamora bajo el liderazgo del abogado José María Cid Ruiz-Zorrilla. 

## Antecedentes
Zamora fue una de las provincias donde el agrarismo liberal gozó de mayor peso político, tanto durante el primer bienio como a lo largo de toda la República. 
Jugó un decisivo papel el Partido Provincial Agrario (PPA), “construido sobre los materiales de derribo del liberalismo monárquico, aprovechándose de la trama y tupida red de las clientelas caciquiles”.,

## Creación del partido
Menos de un mes después de proclamada la República en España, el 12 de mayo de 1931, tiene lugar en Zamora una asamblea de representantes de organizaciones agrarias que aprueban el reglamento de un Partido Provincial Agrario, si bien la constitución legal del mismo no tendrá lugar hasta agosto de ese mismo año. En ese acto Vicente Tomé Prieto, concuñado de José María Cid es elegido presidente del Partido y Julio Román Gallego secretario. En diciembre de ese mismo año el partido asegura contar con cuarenta y un afiliados, y unos fondos de tesorería de más de cinco mil pesetas. Dicha organización habría de permanecer bajo la tutela del diputado y todopoderoso cacique provincial José María Cid.

## Expansión
El partido crece con rapidez y en enero de 1932 crea su sección juvenil, las Juventudes Agrarias, de las que es elegido primer presidente Fernando Lozano. En abril de ese mismo año el partido celebra mítines en la Puebla de Sanabria y en Mombuey, tradicionales feudos políticos de José María Cid. Sin embargo, la competencia por el mismo electorado con la Acción Popular zamorana, creada en febrero de 1932 y liderada por Geminiano Carrascal hará que el partido acabe perdiendo poco a poco fuerza en la provincia.
En el otoño de 1932 el jefe de la Acción Popular zamorana, Carrascal, comentaba a Gil-Robles que el Partido Provincial Agrario estaba en una situación de crisis, ante la cual Cid se estaba planteando abandonarlo para, junto a Antonio Rodríguez Cid, y previo pacto con el diputado radical-socialista Ángel Galarza, tratar de organizar la azañista Acción Republicana en la provincia.